# Ulica Armii Krajowej w Wałbrzychu
Ulica Armii Krajowej (dawniej nazywana Breslauer Strasse (Freiburger – Waldenburger Str)) – ulica w północnej części Wałbrzycha biegnąca z południowej części miasta w kierunku północnym. Stanowi fragment drogi krajowej nr 35. Jest to jedna z głównych arterii miasta; przebiega przez  dzielnicę Stary Zdrój.
Ulica rozpoczyna się od przejazdu kolejowo-drogowego łącząc się z ulicą Bolesława Chrobrego. Koniec ulicy łączy się z ulicą Wrocławską (przy dawnej zajezdni MPK). Historia ulicy sięga około X – XII wieku, gdyż był to jeden z głównych traktów do Wałbrzycha oraz pobliskich uzdrowisk.

## Architektura
Architektura ulicy jest różnorodna; znajdziemy tu m.in. ciekawe kamienice 3- i 4-piętrowe, architekturę przemysłową i tereny zielone. Ulica przebiega przez górzysty fragment miasta z widocznymi naturalnymi skarpami. Pierwsza skarpa to nasyp kolejowy powyżej ulicy, którym przebiega linia kolejowa nr 274; skarpa widoczna jest na odcinku od byłej zajezdni MPK aż do kamienicy nr 85, która zasłania skarpę. Druga skarpa, poniżej ulicy, widoczna jest od skrzyżowania z ulicą Braci Śniadeckich do ulicy Głogowskiej; w dalszej części skarpa jest zasłonięta kamienicami. W chwili obecnej ulica jest w trakcie kompleksowego remontu.
Ważniejsze budowle przy ulicy:
- Pałac Tielschów z 1860 roku
- Wałbrzyskie Zakłady Graficzne -KALKOMANIA- z 1896 roku działająca do dzisiaj
- Dworzec Wałbrzych Miasto z 1853 roku
- Kamienica nr 55 z 1906 roku
- Zamiejscowy Ośrodek Dydaktyczny Politechniki Wrocławskiej w Wałbrzychu (dawniej Biurowiec huty Karol)
- Dawna zajezdnia MPK (dawna odlewnia żeliwa) z 1820 roku.

Nieistniejące budowle:
- Fabryka Porcelany Carla Tielscha z 1845 roku (zajmująca teren od Pałacu Tilscha aż za obecną stację paliw w kierunku śródmieścia)

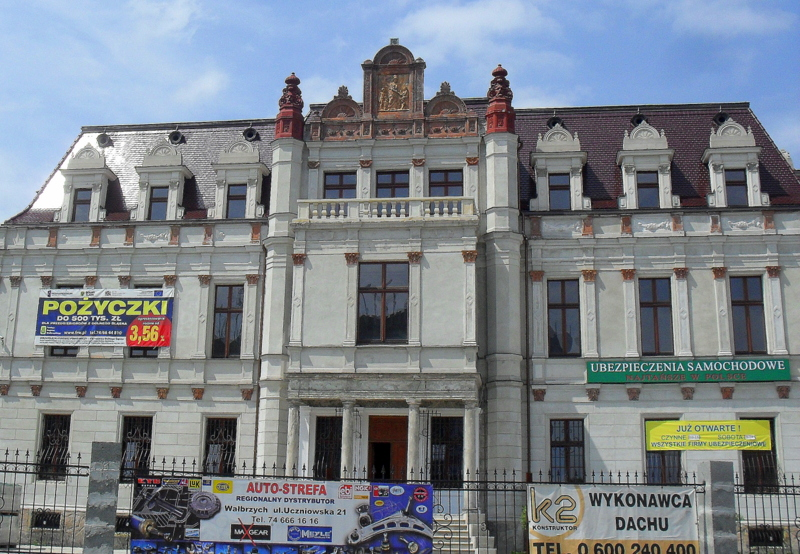
Pałac Tielscha - Ulica Armii Krajowej 7a
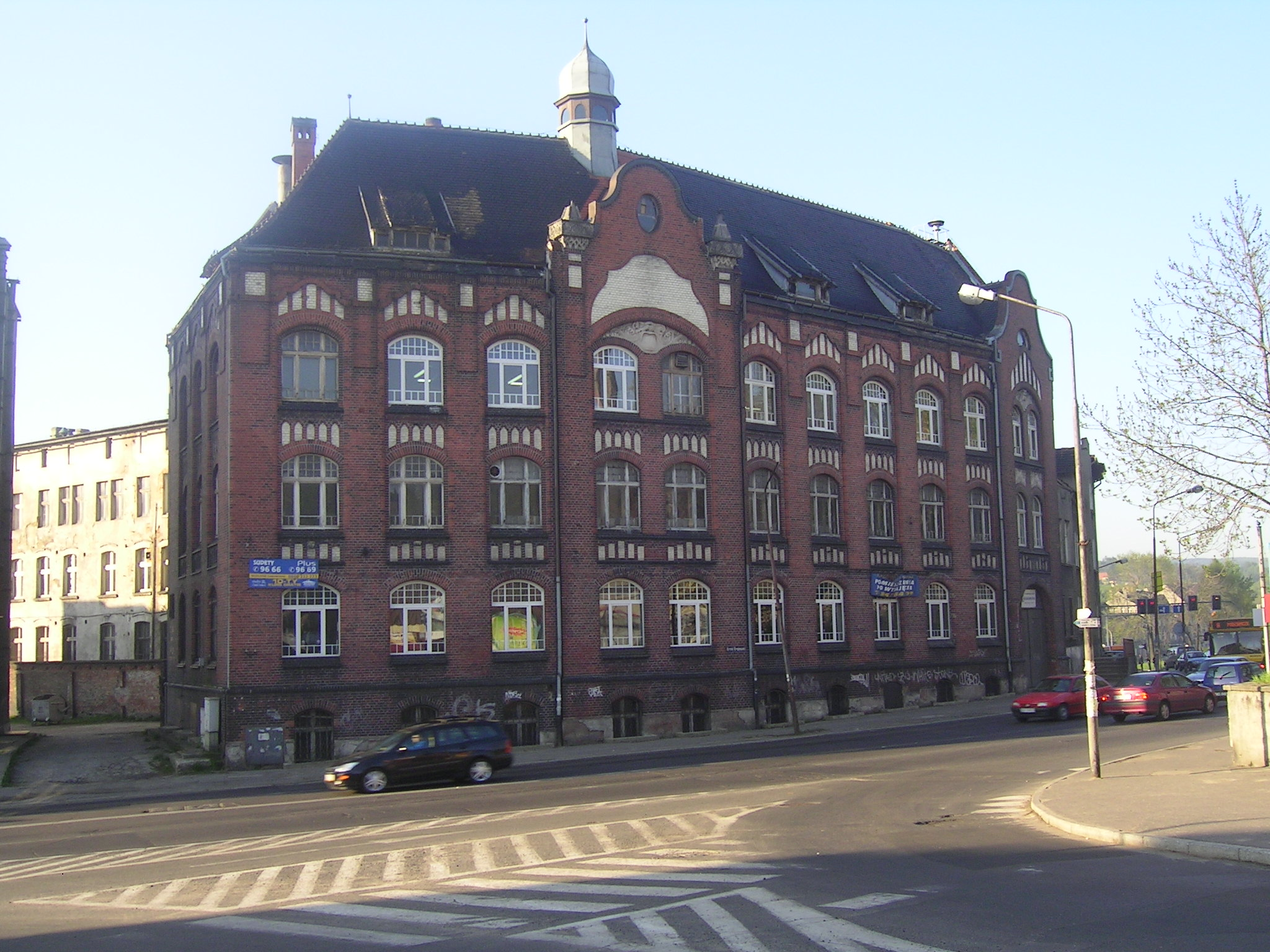
Armii Krajowej 21
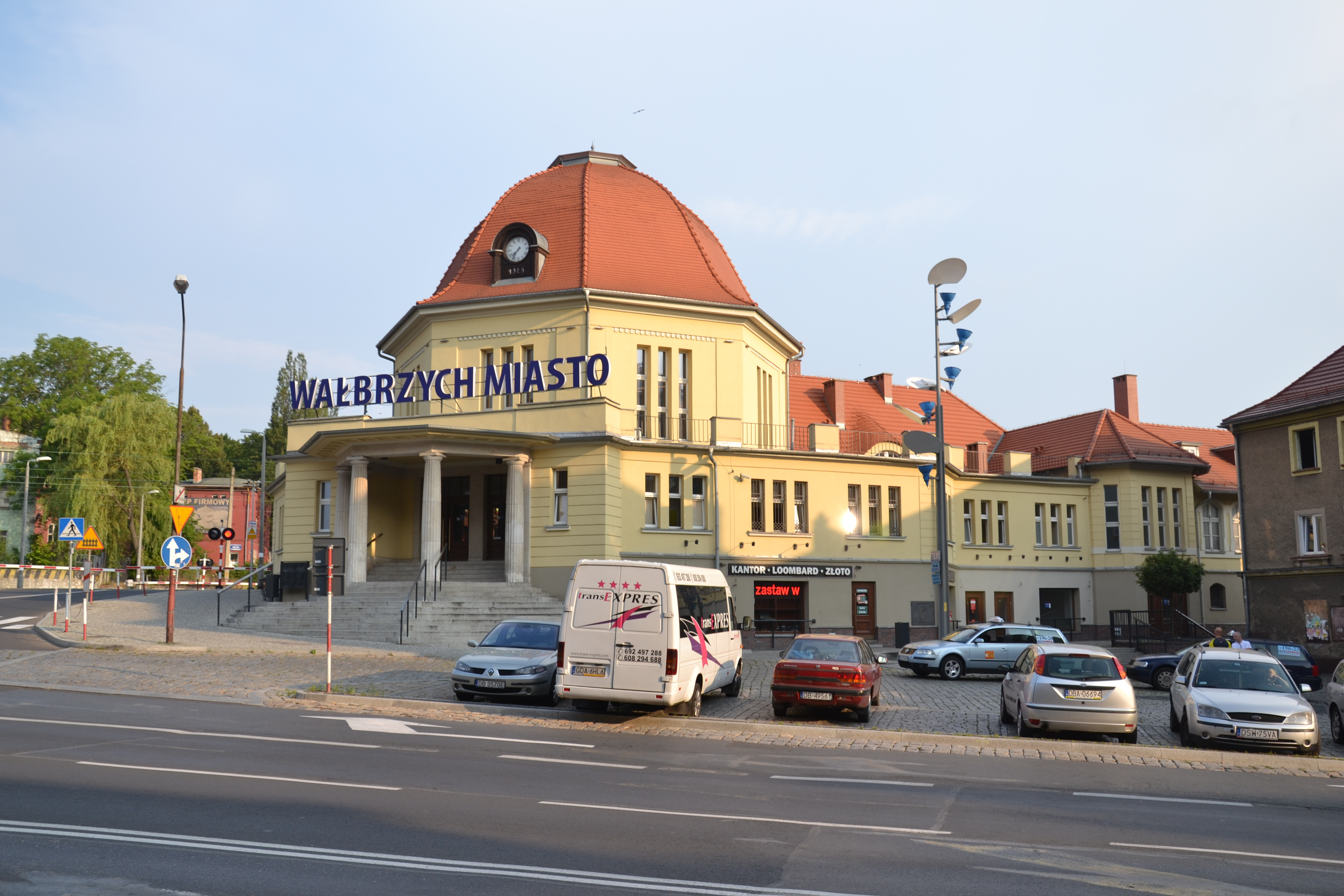
Dworzec Wałbrzych Miasto